# Aeroportul Sheridan County
Aeroportul Sheridan County (IATA: SHR, ICAO: KSHR, FAA LID: SHR) este un aeroport din Wyoming, Statele Unite ale Americii ce deservește zona Sheridan⁠(d). Aeroportul a fost tranzitat în 2019 de 21.884 de pasageri. A fost numit după zona deservită.
Situat la o altitudine de 1.226 m, aeroportul dispune de 2 piste.

## Infrastructură

### Piste
Aeroportul dispune de 2 piste. Pista 06/24 are suprafața de asfalt și dimensiunile 5.039 picioare × 75 picioare. Pista 15/33 are suprafața de asfalt și dimensiunile 8.301 picioare × 100 picioare. 